# شاه‌ماهی ژرفا
شاه‌ماهی ژرفا (نام علمی: Escualosa thoracata) نام یک گونه از تیره شگ‌ماهیان است.